# Санкуру, Шансель Илунга
Шансель Илунга Санкуру (фр. Chancel Ilunga Sankuru; род. 28 декабря 1995, Лубумбаши) — легкоатлетка из ДР Конго, выступавшая в беге на средние дистанции. Участница летних Олимпийских игр 2012 года.

## Биография
Шансель Илунга Санкуру родилась 28 декабря 1995 года в городе Лубумбаши в ДР Конго.
В 2012 году вошла в состав сборной ДР Конго на летних Олимпийских играх в Лондоне. В беге на 1500 метров в полуфинале заняла последнее, 12-е место, показав результат 5 минут 5,25 секунды и уступив 51,44 секунды попавшей в финал с 5-го места Дженни Симпсон из США.
В возрасте 16 лет 223 дней стала самым юным спортсменом, представлявшим ДР Конго на Олимпийских играх.
Планировала участвовать в отборе на летние Олимпийские игры 2016 года, однако данных об её дальнейших выступлениях нет.